# 高适 (武探花)
高适，清朝军事将领，順天府霸州（今河北省霸州市）人，漢軍鑲紅旗籍。武進士及第。
嘉慶元年（1796年），登丙辰科武進士一甲第三名，授二等侍衛。嘉慶七年（1802年），任貴州提標右營遊擊。嘉慶十二年（1807年），任貴州提標中軍參將。嘉慶十五年（1810年），改貴州銅仁協副將。嘉慶十七年（1812年），署貴州威寧鎮總兵官。同年改雲南鶴麗鎮總兵官。